# Biergerkräiz
Biergerkräiz (niem. Bürgerkreuz) – mała miejscowość (lieu-dit) w środkowym Luksemburgu, w gminie Kopstal, w kantonie Capellen. Do 3 października 2015 leżała w dystrykcie Luksemburg.